# 江戸川乱歩シリーズ 明智小五郎
『江戸川乱歩シリーズ 明智小五郎』（えどがわらんぽシリーズ あけちこごろう）は、1970年4月4日-9月26日まで、東京12チャンネルの土曜日20:00-20:56（12月11日と12月18日には、金曜日21:00-21:56）枠で放送された、東映制作のテレビドラマ。全26話。
土曜日20:00-20:56枠における放送は、1970年9月26日の第24話で終了。第25話・第26話は、12月11日と12月18日の『金曜スペシャル』内で、単発放送されていた。

## 概要
江戸川乱歩の小説を映像化したオムニバステレビドラマ。明智小五郎の登場しない原作やジュブナイル作品もまじえ、セレクションや脚色は自由に行われている。
本作品に登場する蜘蛛男や黄金仮面などの怪人は、翌年から放送される『仮面ライダー』の初期話数に影響を与えたとされ、監督も一部共通している。
主演の溝口舜亮は、この作品のみ江戸川乱歩未亡人・りうの命名により滝 俊介の芸名を与えられた。
東映チャンネルでは何度か再放送が行われている。2002年・2015年・2017年には全26話分を放送。2014年1月には東映チャンネル15周年記念として、第1話と最終話が放送された。

## キャスト
- 明智小五郎：滝俊介
- 波越警部：山田吾一
- 波越亜沙子：橘ますみ
- 小林芳雄：岡田裕介
- 平井教授：山村聡

## スタッフ
- 制作：東京12チャンネル、東映
- 企画：神山安平、東陽（東京12チャンネル）、泊懋、秋田亨、井上雅央
- 原作：江戸川乱歩（講談社刊）
- 脚本：池上金男、長谷川公之、石森史郎、宮田達男、高岩肇、宮川一郎、七条門、須崎勝弥、押川国秋、石川義寛、野波靜雄、麻生大仁、松田寛夫、宮田雪、吉岡昭三、大原清秀
- 監督：工藤栄一、竹本弘一、田口勝彦、石川義寛、中川信夫、江崎実生、若林幹、山田稔、島津昇一、鈴木敏郎、原田雄一、佐伯孚治、小林義明
- 音楽：菊池俊輔
- 撮影：坪井誠、吉田重業
- 照明：安井績
- 助監督：塚田正熙、中西源四郎
- 録音：岩田広一（映広音響）
- 美術：北郷久典
- 編集：鈴木寛、共同プロ
- 記録：和田宏子、藤山久美子、岡本洋子、武田和子、大坂聰子
- 進行主任：市倉正男、飯田千昭、飯田康之
- 衣裳：東京衣裳
- 現像：東映化学
- マネキン協力：ベベ工芸
- 協力：引田天功、箱根ホテル冠峰楼
- 技斗：伊達弘
- 刺青：霞凉二

### ノンクレジット
- 制作協力：東映東京制作所
- 予告ナレーション：中曽根雅夫

## 放送リスト
| 放送日        | 話数 | サブタイトル                        | 脚本                | ゲスト出演 | 監督     |
| ------------- | ---- | ----------------------------------- | ------------------- | --- | -------- |
| 1970年 4月4日 | 1    | 殺しの招待状 蜘蛛男より             | 池上金男            | - 伊丹十三 - 清川新吾 - 集三枝子 - 黒葉ナナ - 花田越子 （特別出演） - 関田千恵子 - 滝波錦司 - 山下則夫 - 喜多村次郎と ザ・ライフ - 梅津千恵子 - 後藤由里子 - 貝塚みさ子 - 火石プロ | 工藤栄一 |
| 4月11日       | 2    | 首泥棒 魔術師より                   | 長谷川公之          | - 日下武史 - 夏珠美 - 原良子 - 潮万太郎 - 石橋蓮司 - 団巌 - 麻佳ゆき - 境圭子 - 滝波錦司 - 山下則夫 - 本郷エリ - 岸リエ - ゑりづ敦子 - 小早川泰子 - 江島ケイ子 | 竹本弘一 |
| 4月18日       | 3    | 黄金仮面                            | 石森史郎            | - 団次郎 - 松岡きっこ - 宇佐美淳也 - 吉川満子 - 伊達弘 - 篠恵輔 - 山田甲一 - ジョン・モンテクリフト - 桑原憲夫 - 室井輝国 - 岩本隆典 - 滝波錦司 - 黒崎勇 - 永井政春 - 中屋敷鉄也 | 田口勝彦 |
| 4月25日       | 4    | ダイヤモンドを喰う女 黒蜥蜴より     | 長谷川公之 宮田達男 | - 野川由美子 - 鹿内タカシ - 村上冬樹 - 水上竜子 - 岡部行宏 - イクサン・サフア - ギク・メイヤー - 津田まり子 - 右田洋子 - 滝波錦司 - 川部修詩 - 伊藤慶子 - 出良豊 - 太陽プロモーション | 石川義寛 |
| 5月2日        | 5    | 花嫁泥棒 地獄の道化師より           | 石森史郎            | - 弓恵子 - 菅井一郎 - 伊豆肇 - 塩屋翼 - 島田景一郎 - 永井譲滋 - 相川圭子 - 照井湧子 - 春江ふかみ - 成田次穂 - 福鎌康隆 - 清水武 - 荻原憲一 - 小甲登枝恵 - 山口りか - パット・ポラード - 小泉政宏 - 山本竜二 - 松葉寛祐 - カバータレント集団                                                         | 中川信夫 |
| 5月9日        | 6    | 吸血鬼                              | 高岩肇 宮川一郎     | - 早川保 - 佐々木愛 - 沼田曜一 - 宗近晴見 - 山岡徹也 - 大久保正信 - 菅原チネ子 - 高杉玄 - 谷本小夜子 - 小倉馨 | 石川義寛 |
| 5月16日       | 7    | 二つの顔の男 猟奇の果より           | 池上金男 七条門     | - 睦五郎 - 松本朝夫 - 南弘子 - 小磯マリ - 土方弘 - 高島敏郎 - 相原昇 - 巽千太郎 - 大平進 - 高木門 - 石森達幸 - 杉山渥典 - 醍醐明 - 新林イサオ - 伊達弘 - 清水武 - カバータレント集団 - 太陽プロモーション                                                                                           | 田口勝彦 |
| 5月30日       | 8    | 貴女は覗かれている 人間椅子より     | 須崎勝弥            | - 有沢正子 - 上野山功一 - 森川公也 - 六本木誠人 - 岩城力也 - 玉川長太 - 小池明義 - 大場健二 - 水戸義弘 - 神崎直実 - 福井友信 - 桑原憲夫 - エヴリン・リー - 麻佳ゆき - 岸リエ - 本郷えり - 加藤加代子                                                                                                | 中川信夫 |
| 6月6日        | 9    | 緑衣の鬼                            | 押川国秋            | - 城野ゆき - 河野秋武 - 宮浩之 - 音羽久米子 - 斉藤その子 - 桑原憲夫 - 小山梓 - 兵頭淳 - 瀬島達佳 | 江崎実生 |
| 6月13日       | 10   | 屋根裏の散歩者                      | 須崎勝弥            | - フランキー堺 - 榊ひろみ - 田中小実昌 - 鶴見丈二 - 三笠れい子 - 北町史朗 - 高木真二 - 林宏 - 仲塚康介 - 土井寿 - 旭洋一郎 | 中川信夫 |
| 6月20日       | 11   | 復讐鬼 黄金仮面                     | 石森史郎            | - 団次郎 - 沢知美 - 野々浩介 - 幸田宗丸 - 三重街恒二 - 塩屋翼 - 吉田豊明 - 石川敏 - 湊俊一 - 山浦栄 - 高野隆志 - 伊達弘 - 錦かつみ - 小泉政宏 - 安田明純 - 古川登志夫 - 深田弘 - 工藤和子 - 太陽プロモーション                                                                                      | 田口勝彦 |
| 6月27日       | 12   | 白髪鬼                              | 宮川一郎            | - 西村晃 - 三好美智子 - 村上不二夫 - 早川研吉 - 鈴木志郎 - 守屋俊志 - 諏訪孝二 - 清水美砂子 - 西山連 - 桑原憲夫 - 若林章 | 江崎実生 |
| 7月4日        | 13   | 一寸法師                            | 押川国秋            | - 牧紀子 - 花巻五郎 - 上野山功一 - 浜田寅彦 - 清川新吾 - 今井眞理子 - 進藤幸 - 楠原映二 - 滝上秀子 - 松永洋子 | 若林幹   |
| 7月11日       | 14   | 人喰い人間 化人幻戯より             | 石川義寛            | - 工藤明子 - 根上淳 - 鈴木やすし - 松原光二 - 岩上暎 - 浅田滋 - 杉浦真三雄 - 川部修詩 - 早瀬主税 - 大平進 - 大月ウルフ - 川端信二 - 石出博昭 - 入江正徳 - 本郷えり | 石川義寛 |
| 7月18日       | 15   | 怪人二十面相 夜光人間               | 須崎勝弥            | - 三上真一郎 - 天田俊明 - 細川俊夫 - 太宰久雄 - 塩屋翼 - 小泉政宏 - 山本竜二 - 松葉寛祐 - 大畠恵子 - 池永正徳 - 富士乃幸夫 | 山田稔   |
| 7月25日       | 16   | 怪人二十面相 悪魔の燈台             | 野波靜雄 麻生大仁   | - 三上真一郎 - 天田俊明 - 竜崎一郎 - 魚住純子 - 江原一哉 - 塩屋翼 - 小泉政宏 - 山本竜二 - 松葉寛祐 - 黒崎勇 - 富士乃幸夫 - 本多一也 - 宮崎茂 - 霧隼人 - 池田力也 - 桑原憲夫 | 若林幹   |
| 8月1日        | 17   | 夜の墓場に踊る美女 夢遊病者の死より | 松田寛夫 宮田雪     | - 河原崎長一郎 - 赤座美代子 - 東隆明 - 北島マヤ - 大友純 - 戸田春子 - 森ひろ子 - 清水武 - 森烈 | 中川信夫 |
| 8月8日        | 18   | 土曜日の夜 何かが起こる 幽霊より    | 吉岡昭三            | - 清水まゆみ - 山本豊三 - 藤江リカ - 小林千枝 - 水沢有美 - 田口計 - 青木一子 - 石井竜一 - 北野八重子 - 伊原洋一 - 桐島好夫 - 安田明純 - 水戸義弘 | 若林幹   |
| 8月15日       | 19   | 呪いの黄金仮面                      | 石森史郎            | - 団次郎 - 田中万里 - 三笠れい子 - 高宮敬二 - 春日章良 - 三島耕 - 錦かつみ - 石沢則子 - 花村えいじ - 日高吾郎 - 石出博昭 - 依田英助 - 広瀬康治 - 山本竜二 - 塩屋翼 - 江原一哉 - 松葉寛祐 - 瀬島達佳 - 甘利健二 - 大久保利雄                                                                         | 田口勝彦 |
| 8月22日       | 20   | 恐怖の毒蜘蛛 芋虫より               | 押川国秋            | - 榊ひろみ - 寺島達夫 - 佐竹明夫 - 太刀川寛 - 千波丈太郎 - 清水一郎 - 安藤三男 - 須賀良 - 清水正 | 島津昇一 |
| 8月29日       | 21   | 復讐のメロディーが聞こえる 悪霊より | 池上金男            | - 二本柳敏恵 - 村上冬樹 - 北原義郎 - 北沢彪 - 露原千草 - 建部道子 - 林幸子 - 太田紀美子 - 土山登志幸 - 大山豊 - 八合昇 - 菊地茂一 | 鈴木敏郎 |
| 9月5日        | 22   | 怪人ゴリラ男 恐怖王より             | 押川国秋            | - 佐藤博 - 川中弘 - 観世栄夫 - 青木一子 - 清水京子 - 林和加子 - 三浦由起 - 伊東満智子 - 中村方隆 - 肥土尚弘 - 樋浦勉 - 篠恵輔 - 川崎恵子 - 広瀬昌助 - 別所よりひさ - 新井純 | 原田雄一 |
| 9月12日       | 23   | 紅い血をなめる女たち 妖虫より       | 宮川一郎            | - 宮川和子 - 東山明美 - 伊沢一郎 - 三条美紀 - 清川新吾 - 藤井まゆみ - 日高五郎 - 高月忠 - 三枝美恵子 - 桑原憲夫 - 島マリー | 山田稔   |
| 9月26日       | 24   | 拝啓 地下帝国殿下 大暗室より        | 池上金男            | - 山本耕一 - 鮎川いずみ - 殿岡はつえ - 村上不二夫 - 岡野耕作 - 水谷邦久 - 堤愼一郎 - 森山勝 - 増岡泰之 - 滝波錦司 - 山下則夫 - 松本敏男 - 松沢勇 - カバータレント集団 - 森烈 - 岡村明夫 - 水城つよし - 石川洋子                                                                                     | 山田稔   |
| 12月11日      | 25   | 白昼夢 殺人金魚                     | 大原清秀            | - 佐々木功 - 津田亜矢子 - 斉藤晴彦 - 安藤三男 - 村上不二夫 - 花村えいじ - 谷本小夜子 - 小池修一 - 三重街恒二 - 桑原憲夫 - 高須準之助 - 岡野耕作 - 竹村清女 - 小甲登枝恵 - 滝上秀子 - 滝波錦司 - 山浦栄 - 吉沢信子 - 今井真理子 - 河内晃治 - 黒崎要 - 太田紀美子                                     | 佐伯孚治 |
| 12月18日      | 26   | 白昼夢 殺人狂想曲                   | 大原清秀            | - 赤座美代子 - 早川保 - 林昭夫 - 清水一郎 - 天草四郎 - 大和屋竺 - 奥村公延 - 岡野耕作 - 団巌 - コント・アッチ・コッチ - 福原秀男 - 松山照夫 - 石津康彦 - 清水武 - 牧口元美 - 桜井昭子 - 野中芙美子 - 宮沢明子 - 蔵満大三 - 三好道明 - 小金井秀春 - 霞涼二 - 山浦栄 - 高須準之助 - 桑原憲夫 - 黒崎勇 | 小林義明 |

5月23日、9月19日はプロ野球「大洋対巨人」放送のため休止。

## 映像ソフト化
- 2016年2月10日から3月9日にかけてベストフィールドよりデジタルリマスター版のDVD-BOXが全2巻で発売。

## サウンドトラックCD
- ウルトラヴァイヴ×ミュージックファイルシリーズ
『江戸川乱歩シリーズ 明智小五郎 ミュージックファイル』（2008年5月24日発売　CDSOL-1205）

## エピソード
- 円谷プロダクションプロデューサーの熊谷健は、偶然第25話を観て気に入ったことから、同話を監督した佐伯孚治を『帰ってきたウルトラマン』で監督に起用した[1]。